# Simfonia núm. 17 (Weinberg)
La Simfonia núm. 17, op. 137, de Mieczysław Weinberg va ser composta entre 1982 i 1984. Està dedicada al director Vladímir Fedosséiev. qui la va estrenar amb l'Orquestra Simfònica de la radiotelevisió russa a Moscou l'1 de novembre de 1984.
També és coneguda com a Memòria perquè porta la dedicatòria «En memòria dels caiguts en la Gran Guerra Patriòtica». És la primera d'una trilogia (amb les simfonies 18 i 19) sobre la Segona Guerra Mundial.
La simfonia anava precedida d'un lema d'Anna Akhmàtova (1898-1966), que, com l'autor, havia patit la política antisemita de Ióssif Stalin. El lema era: 
| « | País meu que has recuperat el poder i la llibertat! Però a la casa del tresor de la memòria de la gent sempre hi romandran els anys de guerra incinerats. | » |

## Moviments
- Allegro sostenuto
- Allegro molto
- Allegro moderato
- Andante